# Stabilisator (Bogensport)

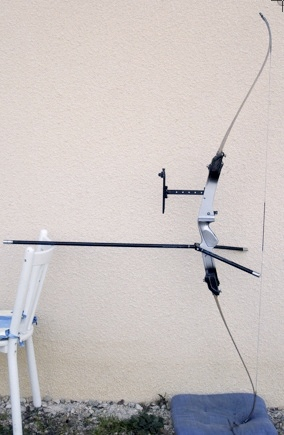
Recurvebogen mit schwarzem Monostabilisator und V-förmig angeordneten Konterstabilisatoren (ebenfalls schwarz).

Ein Stabilisator (engl. "Stabiliser"), auch Stabilisation, ist beim Bogenschießen eine technische Bogenausstattung, die Schwingungen beim Pfeil-Abschuss dämpft.

## Verwendung und Funktion des Stabilisators
Beim Abschuss des Pfeils kommt es zur schlagartigen Freigabe der in den Wurfarmen des Bogens gespeicherten Muskelkraft über die Sehne zum Pfeil. Der anschließende Rücklauf bewirkt, dass sich die Wurfarme entlasten und ihrerseits eine Kraftwirkung in Richtung des zukünftigen Pfeilflugs aufweisen. Die Sehne schwingt an ihre Ausgangslage zurück und überschüssige Energie wird über die Wurfarme ins Mittelteil des Bogens übertragen. Das führt zu dem so genannten Handschock, weil der Bogen die Schwingungen direkt an die Bogenhand weitergibt.
In dieser Situation kommt es zu Verdrehungen des Bogenarms, je nachdem wie groß der übertragene Schock an die Hand war. Sollten beim Lösen des Pfeils Fehler gemacht worden sein, so werden sie hier mit übertragen. Dieser Handschock kann sehr stark sein, so dass unter Umständen ein Bogen kaum zu kontrollieren wäre. Der Handschock kann zu Drehungen führen, die einem genauen Pfeilflug entgegenwirken und somit eine erhebliche Fehlerquelle beim Bogenschießen sind.
Ein Stabilisator dämpft diese Energie in einem Gummipuffer. Das zusätzliche Gewicht verzögert die Drehwirkung während des Abschusses. So bewirkt ein Stabilisator eine ruhigere Haltung und einen ruhigeren Schussablauf und erlaubt ein präziseres Schießen. Der Stabilisator wird an einer dafür vorgesehenen Stelle am Mittelteil des Bogens fest angeschraubt.

## Bauweise
Grundsätzlich besteht ein Stabilisator aus einem langen Stab an dessen Spitze sich sein Gewicht befindet.
Ein Monostabilisator wird an der Front des Bogens befestigt und ragt nach vorne in Schussrichtung. Gegenstück ist ein Konterstabilisator, der der horizontalen Stabilisierung dient. Weitere Stabilisatoren können V-förmig zur Seite angebracht sein.
Darf an einem Bogen ein Stabilisator angebracht werden, so gibt es für die Bauart dieses Teils keine konkreten technischen Vorgaben in Bogenschießregeln, es dürfen jedoch keine elektrischen Teile verwendet werden.